# 29 mei
29 mei is de 149ste dag van het jaar (150ste dag in een schrikkeljaar) in de gregoriaanse kalender. Hierna volgen nog 216 dagen tot het einde van het jaar.

## Gebeurtenissen
- Algemeen
  - 1900 - Ndjamena, de hoofdstad van het Afrikaanse land Tsjaad, wordt gesticht door de Franse commandant Émile Gentil onder de naam Fort Lamy.
  - 1953 - De Nieuw-Zeelander Edmund Hillary en de Nepalese Sherpa Tenzing Norgay bereiken als eerste mensen de top van de Mount Everest.
  - 1954 - Start van de allereerste Bilderberg-conferentie, die op initiatief van prins Bernhard plaatsvindt in hotel De Bilderberg in de bossen van Oosterbeek bij Arnhem.
  - 1959 - Onder de bietenakker van boer Boon in Slochteren boort de NAM aardgas aan.
  - 1993 - Een aanslag door brandstichting op een huis in de Duitse stad Solingen kost aan vijf Turkse bewoners het leven, met als reacties grote demonstraties en in Nederland de kaartenactie Ik ben woedend.
  - 1999 - Een verwoestende brand in de Tauerntunnel kost aan 12 mensen het leven.
  - 2006 - Aanvang modderstroom van extreme omvang in Sidoarjo op Oost-Java na boring.
  - 2009 - Kapitein van het Korps Commandotroepen Marco Kroon wordt geridderd voor de hoogste Nederlandse militaire onderscheiding, de Militaire Willems-Orde der 4e Klasse. Dit is voor het eerst sinds 55 jaar.
  - 2015 - Vulkaan Shindake op het Zuid-Japanse eiland Kuchierabujima barst totaal onverwachts uit.
  - 2018 - Een man schiet een man dood en daarna twee agentes in Luik.

- Economie
  - 1992 - Een tweedaagse internationale conferentie over hulp aan Mongolië besluit in Tokio economische hulp ter waarde van 320 miljoen dollar te verlenen. Het Centraal-Aziatische land kampt met een ernstig gebrek aan voedsel, nu de import uit de voormalige Sovjet-Unie uitblijft.
  - 2014 - De leiders van Kazachstan, Rusland en Wit-Rusland stichten een economische unie, die op 1 januari 2015 van start moet gaan en luistert naar de naam Euraziatische Economische Unie.
- Infrastructuur
  - 1884 - De Nationale Maatschappij van Buurtspoorwegen wordt opgericht.
  - 1914 - De RMS Empress of Ireland botst tegen het Noorse steenkoolvrachtschip Storstad, en zinkt binnen 14 minuten. Van de 1477 passagiers aan boord overleven slechts 465 passagiers de ramp.
  - 1955 - Eerste file in Nederland.
  - 1988 - De treindienst van Kerkrade naar Schin op Geul wordt opgeheven.
- Kunst en cultuur
  - 1912 - De première van het ballet L'après-midi d'un faune van Claude Debussy door het Ballets Russes eindigt in een schandaal.
  - 1913 - In Parijs gaat het ballet Le Sacre du printemps van Igor Stravinsky in première.
- Media
  - 1886 - John Pemberton begint Coca-Cola te adverteren.
  - 1926 - De Nederlandse publieke omroep VPRO wordt opgericht.
  - 1969 - Een nieuwe Nederlandse omroepwet treedt in werking: de NTS en de NRU gaan op in de NOS.
  - 2010 - Het derde seizoen van televisieprogramma X-factor wordt gewonnen door Jaap (Reesema).[1]
- Oorlog
  - 363 - Keizer Julianus Apostata bereikt de Perzische hoofdstad Ctesiphon. Koning Sjapoer II vermijdt een confrontatie en past de tactiek van de verschroeide aarde toe. Door voedselgebrek moet het Romeinse leger zich terugtrekken langs de Tigris.
  - 1453 - Sultan Mehmet II verovert Constantinopel, waarmee een eind komt aan het Byzantijnse Rijk.
  - 1940 - Seyss-Inquart aanvaardt het ambt van rijkscommissaris in Nederland.
- Politiek
  - 1790 - Rhode Island sluit zich als laatste aan bij de groep van voormalig Britse kolonies die sinds de Amerikaanse onafhankelijkheidsverklaring samen de Verenigde Staten vormen.[2]
  - 1848 - Wisconsin wordt de 30e staat van de Verenigde Staten.[3]
  - 1972 - De wereldleiders Nixon en Brezjnev ondertekenen in Moskou het eerste SALT-verdrag.
  - 1982 - Beëdiging van het kabinet-Van Agt III in Nederland.
  - 1990 - De Akkoorden tot oprichting van de Europese Bank voor Wederopbouw en Ontwikkeling worden ondertekend.
  - 1990 - Boris Jeltsin wordt verkozen tot president van de zich soeverein verklaarde Russische Republiek.
  - 2002 - In Nederland wordt de Binnenlandse Veiligheidsdienst (BVD) omgedoopt in Algemene Inlichtingen- en Veiligheidsdienst (AIVD).
  - 2005 - De Europese Grondwet wordt bij een referendum door de Franse kiezers bij een opkomst van meer dan 70% verworpen: 55% tegen, 45% voor.
  - 2012 - De vroegere Zuid-Afrikaanse president Nelson Mandela (93) vertoont zich voor het eerst in acht maanden op televisie.
  - 2017 - Bij een demonstratie in de Venezolaanse hoofdstad Caracas raken twee oppositieleiders gewond, Henrique Capriles en Carlos Paparoni.
- Religie
  - 1605 - Kroning van Paus Paulus V in Rome.
  - 1724 - Kardinaal Pietro Francesco Orsini wordt gekozen tot Paus Benedictus XIII.
  - 1920 - Priesterwijding van Giovanni Battista Montini door bisschop Giacinto Gaggia van Brescia (Italië).
  - 1954 - Heiligverklaring van Paus Pius X in Rome door Paus Pius XII
- Sport
  - 1919 - Het Braziliaans voetbalelftal wint de derde editie van de Copa América door in de finale titelhouder Uruguay met 1-0 te verslaan.
  - 1932 - Oprichting van de Centrale Organisatie van Voetbal Scheidsrechters.
  - 1958 - Het Ullevi-stadion in Göteborg, Zweden wordt geopend.
  - 1965 - Bij wedstrijden in Walnut verbetert Harold Connolly voor de zevende en laatste keer het wereldrecord kogelslingeren. De Amerikaanse atleet komt ditmaal tot een afstand van 71,26 meter.
  - 1966 - In Mexico-Stad wordt het Aztekenstadion officieel in gebruik genomen.
  - 1974 - Feyenoord wint als eerste Nederlandse club de UEFA Cup door in De Kuip met 2-0 van Tottenham Hotspur te winnen.
  - 1985 - In het Heizelstadion te Brussel komen 39 voetbalfans om het leven en raken honderden gewond voorafgaand aan de Europa Cup I-finale tussen Liverpool FC en Juventus FC.
  - 1992 - Voetbalclub Borac Banja Luka uit Bosnië wint de laatste editie van de Mitropacup door BVSC Boedapest (Hongarije) na strafschoppen (5-3) te verslaan.
  - 1996 - Rikkert Faneyte speelt namens Texas Rangers zijn laatste wedstrijd in het Amerikaanse profhonkbal.
  - 2003 - Amsterdam wint op Hemelvaartsdag de landstitel in de Nederlandse hockeyhoofdklasse door Oranje Zwart met 3-2 te verslaan in de tweede wedstrijd uit de finale van de play-offs.
  - 2005 - Atleet Gert-Jan Liefers verbetert in Hengelo zijn bijna drie jaar oude Nederlands record op de 3000 meter (7.42,95) met een tijd van 7.37,48.
  - 2005 - De Oostenrijkse schansspringer Andreas Goldberger kondigt het einde van zijn topsportcarrière aan.
  - 2011 - Alberto Contador wint de wielerronde Ronde van Italië. Beste Nederlander (9e) is verrassend Steven Kruijswijk.
  - 2011 - ADO Den Haag bereikt voor het eerst sinds 23 jaar Europees voetbal door in Groningen na strafschoppen van FC Groningen te winnen.
  - 2011 - In Hengelo verbetert atleet Churandy Martina van Rotterdam Atletiek het bijna vier jaar oude Nederlands record op de 100 meter van Guus Hoogmoed (10,15 seconden) met een tijd van 10,10 seconden.
  - 2015 - Sepp Blatter wordt herkozen als president van wereldvoetbalbond FIFA. Hij wordt met een ruime meerderheid verkozen boven zijn enige uitdager Prins Ali bin Al-Hussein uit Jordanië. Enkele dagen later besluit hij op te stappen tegen een achtergrond van een corruptieschandaal.

- Wetenschap en technologie
  - 1898 - Instelling van de Nobelprijs.
  - 1919 - Er treedt een totale zonsverduistering op die waarneembaar is in Chili, Peru, Bolivia, Brazilië en Centraal-Afrika, maar niet vanuit Nederland en België. Deze verduistering is de 32e in Sarosreeks 136.[4]
  - 1919 - De Britse astronoom Sir Arthur Eddington organiseert twee identieke expedities naar Afrika en Brazilië om posities van sterren nabij de zon tijdens een totale zonsverduistering te kunnen bepalen. De waarneming van verschoven sterrenposities tijdens deze zonsverduistering bevestigt Albert Einsteins relativiteitstheorie.[5]
  - 1959 - Oprichting van CODASYL (Informatica).

## Geboren

Karel II van Engeland,
geboren in 1630

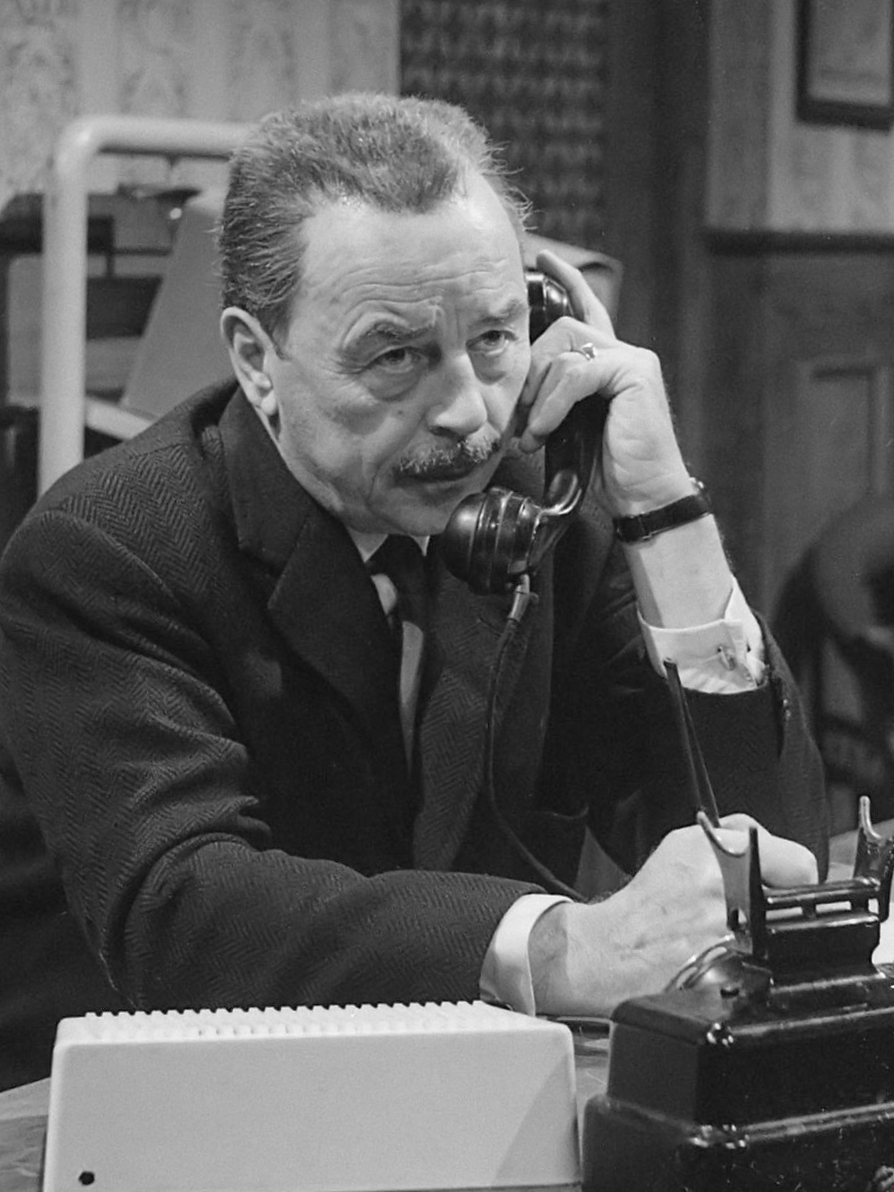
Jan Teulings,
geboren in 1905

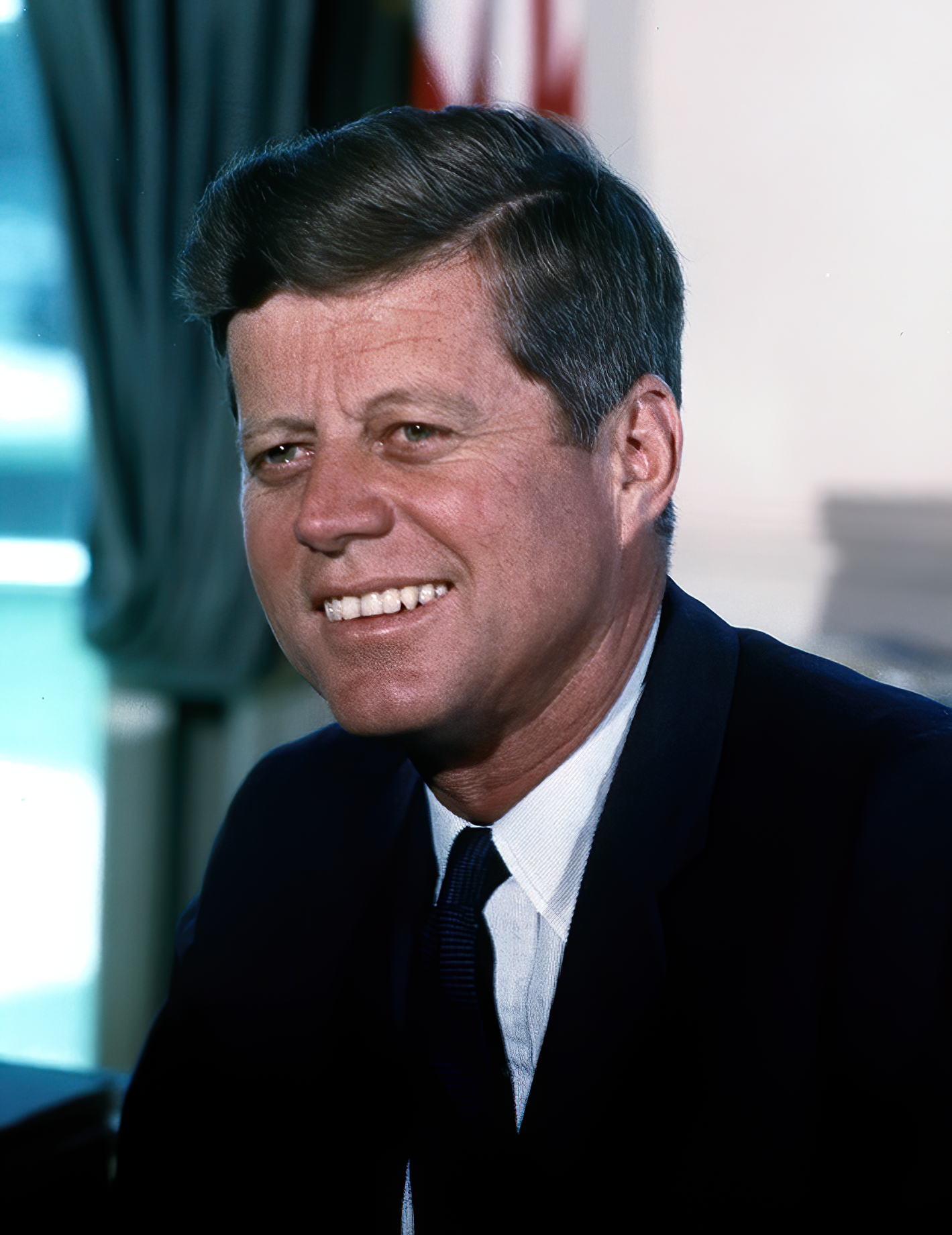
John F. Kennedy,
geboren in 1917

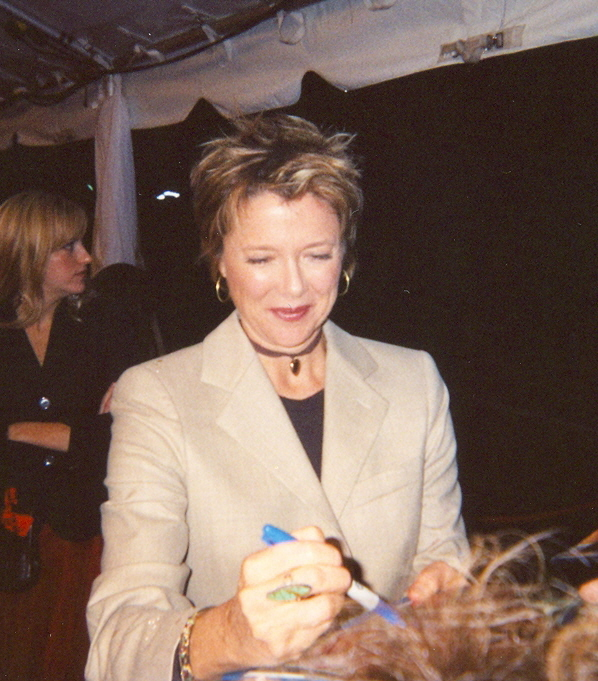
Annette Bening,
geboren in 1958

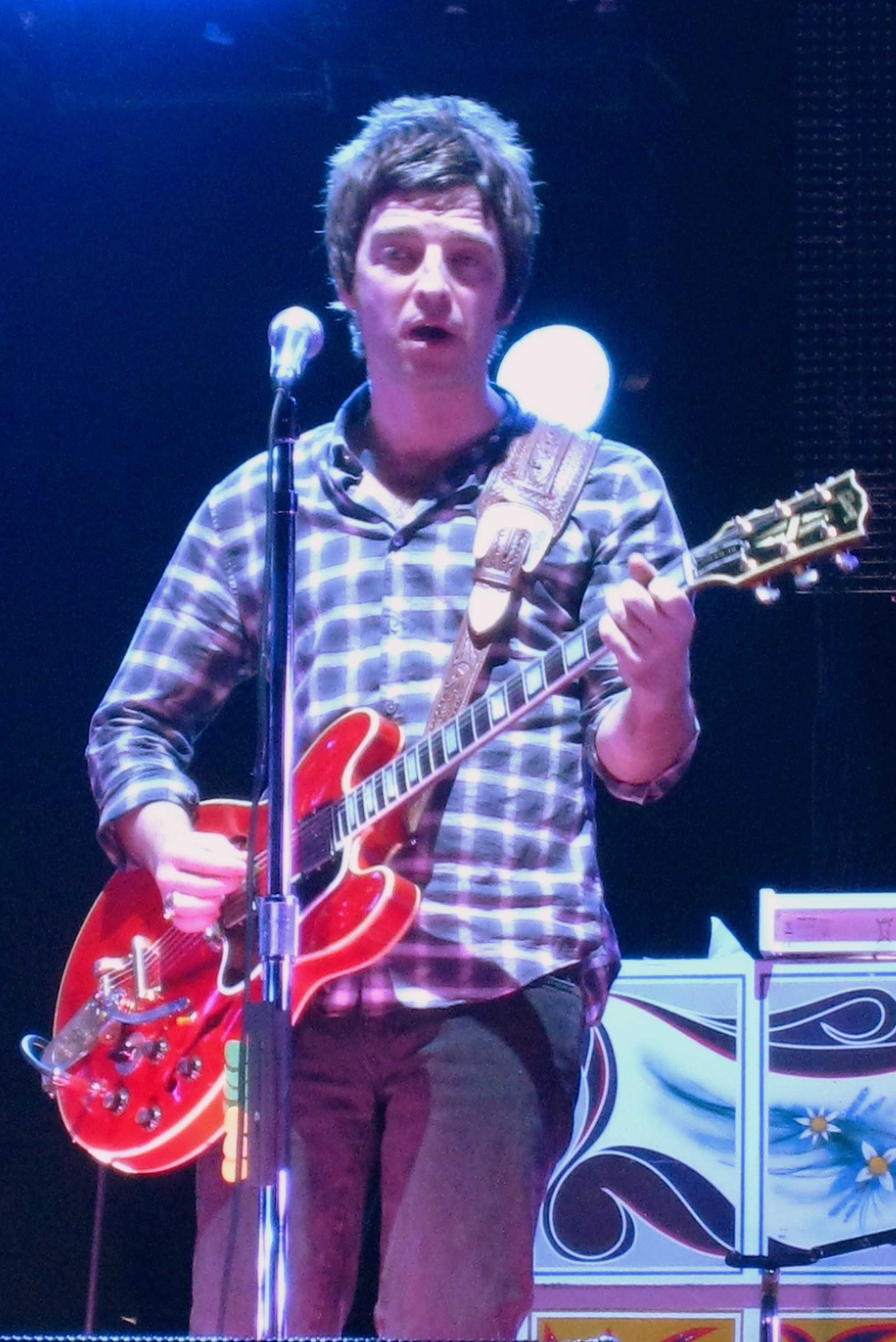
Noel Gallagher,
geboren in 1967

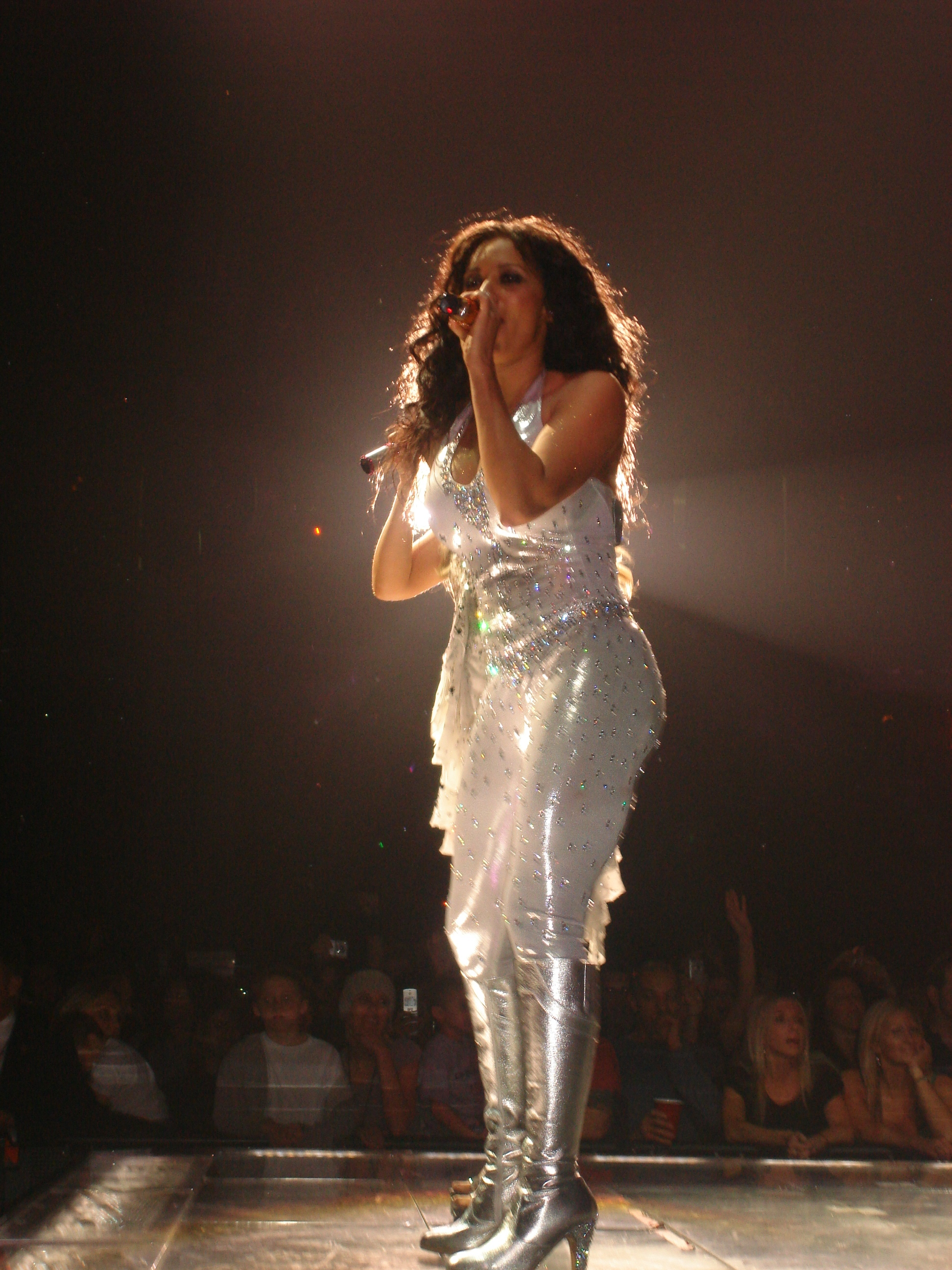
Melanie Brown,
geboren in 1975

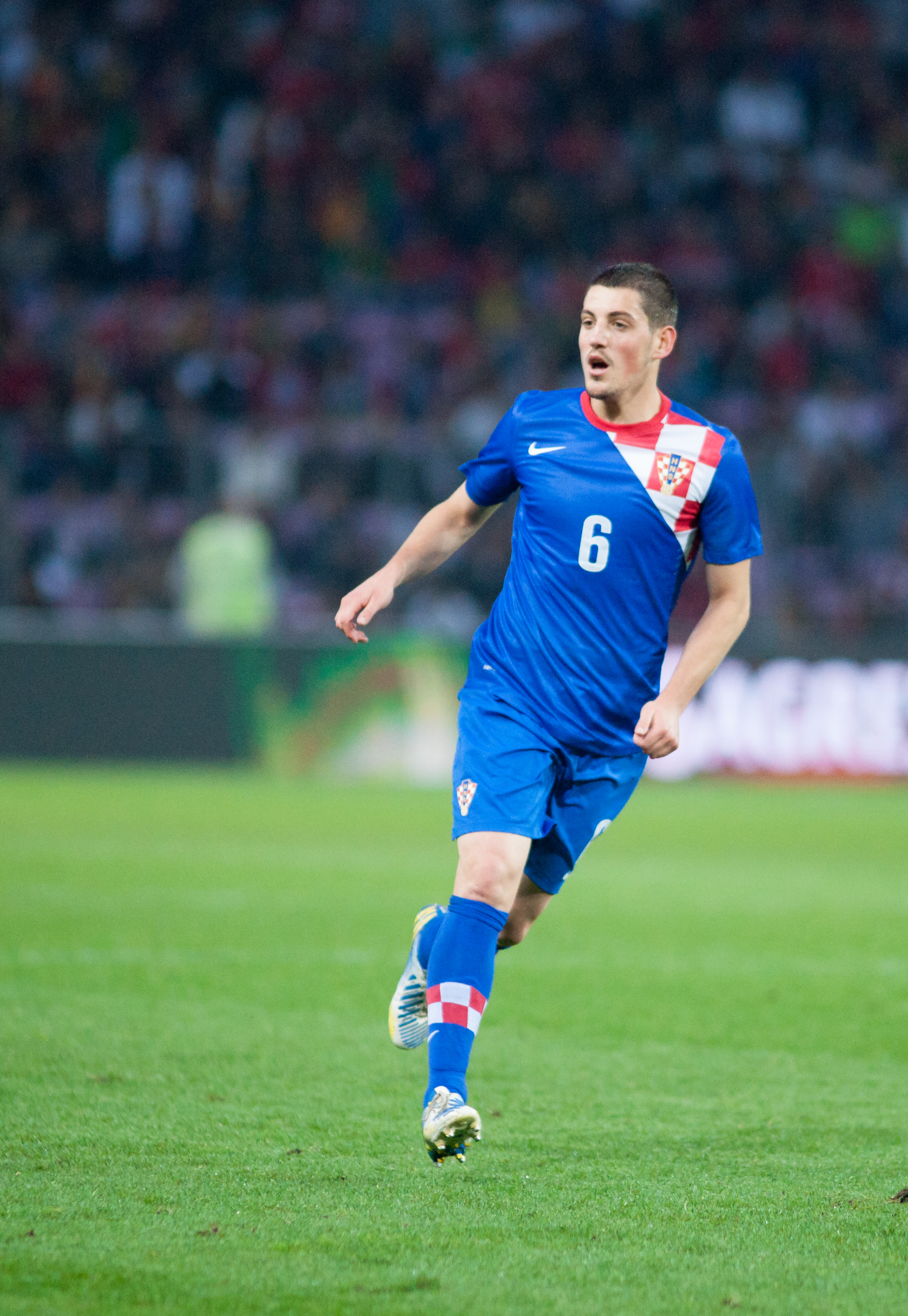
Arijan Ademi,
geboren in 1991

- 1439 - Francesco Todeschini Piccolomini, de latere Paus Pius III (overleden 1503)
- 1630 - Karel II, Engels koning (overleden 1685)
- 1660 - Sarah Churchill, Engels hertogin van Marlborough (overleden 1744)
- 1680 - Ferdinand Albrecht II van Brunswijk-Wolfenbüttel, Duits vorst (overleden 1735)
- 1837 - Alexander de Savornin Lohman, Nederlands politicus (overleden 1924)
- 1846 - Albert Apponyi, Hongaars politicus (overleden 1933)
- 1851 - Maria Anna Sophia Elisabeth van Saksen-Weimar-Eisenach (overleden 1859)
- 1856 - George Temple-Poole, Brits architect en ambtenaar (overleden 1934)
- 1859 - Erich Wasmann, Oostenrijks entomoloog en pater (overleden 1931)
- 1860 - Isaac Albéniz, Spaans componist (overleden 1909)
- 1867 - Jan van Oort, Nederlands schilder en illustrator (overleden 1938)
- 1868 - Abdülmecit II, Ottomaans kalief (overleden 1944)
- 1873 - Rudolf Tobias, Estisch componist (overleden 1918)
- 1874 - Gilbert Keith Chesterton, Brits auteur, letterkundige en journalist (overleden 1936)
- 1877 - Otto Gebühr, Duits acteur (overleden 1954)
- 1880 - Oswald Spengler, Duits cultuurhistoricus (overleden 1936)
- 1894 - Josef von Sternberg, Oostenrijks-Amerikaans filmregisseur (overleden 1969)
- 1896 - Cesar Bengzon, Filipijns rechter (overleden 1990)
- 1897 - Erich Korngold, Oostenrijks-Amerikaans componist (overleden 1957)
- 1897 - Gustaaf Wuyts, Belgisch atleet (overleden 1979)
- 1900 - Anne-Antoinette Cogels, Belgisch ontdekkingsreizigster, tennisster en schrijfster (overleden 1953)
- 1902 - Eva May, Oostenrijks actrice (overleden 1924)
- 1903 - Bob Hope, Amerikaans komiek (overleden 2003)
- 1904 - Gregg Toland, Amerikaans cameraman (overleden 1948)
- 1905 - Jan Teulings, Nederlands acteur en regisseur (overleden 1989)
- 1910 - Ralph Metcalfe, Amerikaans atleet en politicus (overleden 1978)
- 1911 - Leah Goldberg, Israëlisch dichteres en schrijfster (overleden 1970)
- 1912 - Jan Hanlo, Nederlands dichter (overleden 1969)
- 1912 - Thomas Monarch, Amerikaans autocoureur (overleden 1964)
- 1915 - Karl Münchinger, Duits dirigent (overleden 1990)
- 1916 - Lou van Rees, Nederlands impresario (overleden 1993)
- 1917 - John F. Kennedy, 35ste president van de Verenigde Staten (overleden 1963)
- 1919 - Gerrit Jan van den Berg, Nederlands verzetsstrijder (overleden 1944)
- 1920 - John Harsanyi, Hongaars-Australisch-Amerikaans econoom en Nobelprijswinnaar (overleden 2000)
- 1923 - Bernard Clavel, Frans schrijver (overleden 2010)
- 1923 - Eugene Wright (The Senator), Amerikaans jazzbassist (overleden 2020)
- 1926 - Abdoulaye Wade, Senegalees president
- 1927 - Varkey Vithayathil, Indiaas kardinaal-grootaartsbisschop van Ernakulam-Angamaly (overleden 2011)
- 1928 - Marcel Henrix, Belgisch missionaris, scheutist en taalkundig autoriteit in het Ngbaka (overleden 2015)
- 1928 - Eva Pfarrhofer, Oostenrijks schoonspringster (overleden 2017)
- 1929 - Harry Frankfurt, Amerikaans filosoof (overleden 2023)
- 1929 - Peter Higgs, Brits natuurkundige en Nobelprijswinnaar (overleden 2024)
- 1930 - Asbjørn Hansen, Noors voetballer (overleden 2017)
- 1931 - Osvaldo Héctor Cruz, Argentijns voetballer (overleden 2023)
- 1931 - Robert Rinchard, Belgisch snelwandelaar (overleden 2024)
- 1932 - Marilyn Borden, Amerikaans actrice en zangeres (overleden 2009)
- 1932 - Paul R. Ehrlich, Amerikaans bioloog
- 1932 - Raoul Wijnakker, Belgisch politicus, schrijver en dichter (overleden 2013)
- 1933 - Tarquinio Provini, Italiaans motorcoureur (overleden 2005)
- 1934 - Bhaskar Menon, Indiaas-Amerikaans directeur in de muziekindustrie (overleden 2021)
- 1935 - André Brink, Zuid-Afrikaans schrijver (overleden 2015)
- 1935 - Denis Worrall, Zuid-Afrikaans diplomaat en politicus (overleden 2023)
- 1936 - Vjatsjeslav Ovtsjinnikov, Russisch componist en dirigent (overleden 2019)
- 1937 - Petr Kolman, Slowaaks componist, muziekpedagoog en muziekredacteur (overleden 2022)
- 1937 - Alwin Schockemöhle, Duits springruiter
- 1938 - Ritsaert ten Cate, Nederlands kunstenaar en theaterpionier (overleden 2008)
- 1939 - Al Unser sr., Amerikaans autocoureur (overleden 2021)
- 1941 - Yvonne Raveles-Resida, Surinaams politicus
- 1944 - Helmut Berger, Oostenrijks acteur (overleden 2023)
- 1944 - Maurice Bishop, president van Grenada (overleden 1983)
- 1945 - Gary Brooker, Brits zanger, componist en pianist (Procol Harum) (overleden 2022)
- 1945 - Frithjof Foelkel, Nederlands natuurkundige en schrijver
- 1945 - Buddy Hall, Amerikaans poolbiljarter (overleden 2025)
- 1945 - Jean-Pierre Van Rossem, Belgisch econoom, zakenman, schrijver en politicus (overleden 2018)
- 1945 - Daniel Van Ryckeghem, Belgisch wielrenner (overleden 2008)
- 1946 - Sietze Dolstra, Nederlands cabaretier (overleden 2015)
- 1946 - Peter d'Hamecourt, Nederlands journalist, NOS-correspondent (overleden 2023)
- 1946 - Héctor Yazalde, Argentijns voetballer (overleden 1997)
- 1947 - Anatolij Polivoda, Oekraïens basketbalspeler (overleden 2024)
- 1949 - Elt Drenth, Nederlands zwemmer (overleden 1998)
- 1949 - Francis Rossi, Brits muzikant (Status Quo)
- 1950 - Rebbie Jackson, Amerikaans zangeres
- 1953 - Aleksandr Abdoelov, Russisch acteur (overleden 2008)
- 1953 - Leen van Dijck, Belgisch directrice van het Letterenhuis
- 1953 - Danny Elfman, Amerikaans componist
- 1954 - John Hencken, Amerikaans zwemmer en olympisch kampioen (1972 en 1976)
- 1955 - John Hinckley jr., Amerikaans crimineel
- 1956 - La Toya Jackson, Amerikaans zangeres
- 1957 - Bobby Hamilton, Amerikaans autocoureur (overleden 2007)
- 1957 - Ted Levine, Amerikaans acteur
- 1958 - Annette Bening, Amerikaans actrice
- 1958 - Willem Holleeder, Nederlands crimineel
- 1958 - Ben Rottiers, Belgisch acteur
- 1959 - Rupert Everett, Brits acteur
- 1960 - Rafaël Galiana, Frans autocoureur
- 1961 - Melissa Etheridge, Amerikaans zangeres
- 1962 - Fandi Ahmad, Singaporees voetballer
- 1962 - Semino Rossi, Oostenrijks-Argentijns schlagerzanger
- 1963 - Zhu Jianhua, Chinees atleet
- 1964 - Oswaldo Negri jr., Braziliaans autocoureur
- 1965 - Marcelo Ramírez, Chileens voetballer
- 1967 - Noel Gallagher, Brits gitarist (Oasis)
- 1967 - Alexandre Gallo, Braziliaans voetballer en trainer
- 1968 - Marc Dik, Nederlands programmamaker
- 1970 - Monique de Beer, Nederlands paralympisch sportster
- 1970 - Jia Zhangke, Chinees filmregisseur, filmproducent, acteur en schrijver
- 1970 - Koen T'Sijen, Belgisch politicus
- 1973 - Alpay Özalan, Turks voetballer
- 1975 - Melanie Brown (Mel B.), Brits zangeres (o.a. Spice Girls)
- 1977 - Miroslav Drobňák, Slowaaks voetballer
- 1977 - Rachael Stirling, Brits actrice
- 1978 - Pelle Almqvist, Zweeds zanger (The Hives)
- 1978 - Sébastien Grosjean, Frans tennisser
- 1979 - Rutger Castricum, Nederlands presentator
- 1979 - Arne Friedrich, Duits voetballer
- 1979 - Salou Ibrahim, Belgisch-Ghanees voetballer
- 1979 - Brian Kendrick, Amerikaans professioneel worstelaar
- 1979 - Fonda Sahla, Nederlands politica (D66)
- 1979 - Martin Stocklasa, Liechtensteins voetballer
- 1979 - Krzysztof Szczawiński, Pools wielrenner
- 1980 - Ernesto Farías, Argentijns voetballer
- 1980 - Kenn Hansen, Deens voetbalscheidsrechter
- 1981 - Andrej Arsjavin, Russisch voetballer
- 1981 - Kyle Tress, Amerikaans skeletonracer
- 1982 - Natalja Dobrynska, Oekraïens atlete
- 1983 - Jean Makoun, Kameroens voetballer
- 1983 - Jevgenia Poljakova, Russisch atlete
- 1984 - Carmelo Anthony, Amerikaans basketballer
- 1985 - Yu Jing, Chinees schaatsster
- 1985 - Nozomi Komuro, Japans skeletonster
- 1986 - Kevin Janssens, Belgisch voetballer
- 1986 - Michael Schär, Zwitsers wielrenner
- 1986 - Picho Toledano, Mexicaans autocoureur
- 1987 - Victor Barrio, Spaans matador (overleden 2016)
- 1987 - Yanet Bermoy, Cubaans judoka
- 1987 - Kelvin Maynard, Surinaams voetballer (overleden 2019)
- 1987 - Roberts Rode, Lets alpineskiër
- 1987 - Alessandra Torresani, Amerikaans actrice
- 1987 - Tim Visser, Nederlands rugbyer
- 1987 - Jana Geurts, Belgisch actrice
- 1989 - Jasper Gottlieb, Nederlands acteur
- 1989 - Marius Gottlieb, Nederlands acteur
- 1989 - Riley Keough, Amerikaans actrice; kleindochter van Elvis Presley
- 1989 - Eva Lovia, Amerikaans pornoactrice
- 1989 - Ksenia Moskvina, Russisch zwemster
- 1990 - Ramil Goelijev, Turks atleet
- 1990 - Sherida Spitse, Nederlands voetbalster
- 1990 - Thibaut Pinot, Frans wielrenner
- 1991 - Arijan Ademi, Kroatisch voetballer
- 1991 - Dominique Bouchard, Canadees zwemster
- 1991 - Brecht Dejaegere, Belgisch voetballer
- 1991 - Dan Wells, Brits autocoureur
- 1995 - Matthyas het Lam, Nederlands YouTuber
- 1995 - Danas Rapšys, Litouws zwemmer
- 1996 - Xavier Pinsach, Spaans motorcoureur
- 1996 - India Sherret, Canadees freestyleskiester
- 1998 - Jannette van Belen, Nederlands voetbalster
- 1998 - Sophie Ousri, Nederlands youtuber
- 1999 - Hal Cumpston, Australisch acteur
- 2000 - Baptiste Veistroffer, Frans wielrenner
- 2001 - Julie Dufour, Frans voetbalster
- 2001 - Anthony Rouault, Frans voetballer
- 2002 - Sofie Lundgaard, Deens voetbalster
- 2002 - Rocco Reitz, Duits voetballer
- 2005 - Sarina Heijblom, Nederlands voetbalster
- 2006 - Helena Heijens, Belgisch gymnast

## Overleden

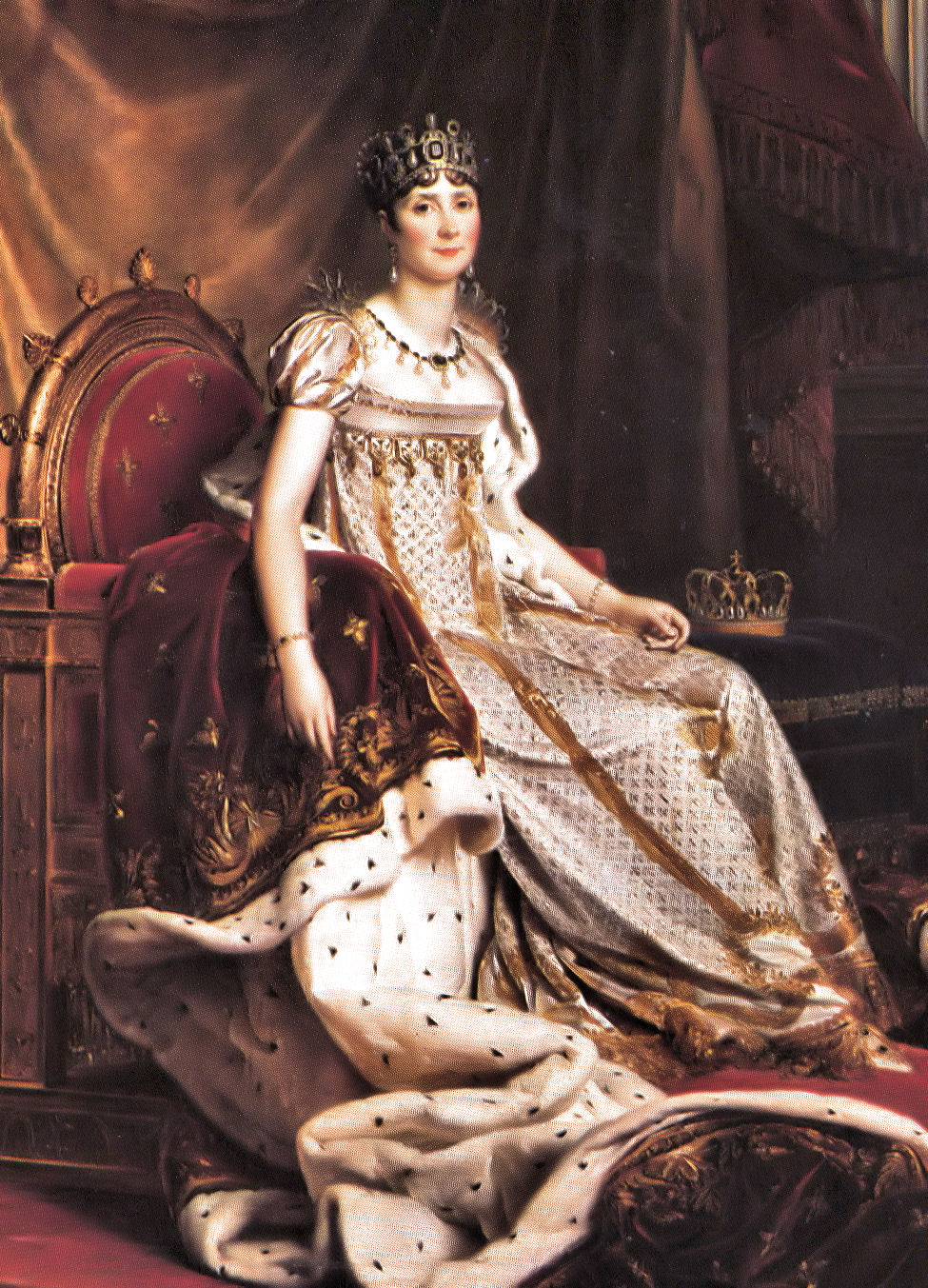
Josephine de Beauharnais,
overleden in 1814

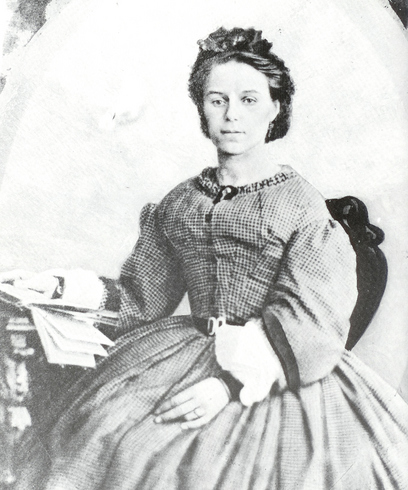
Marianne van Oranje-Nassau,
overleden in 1883

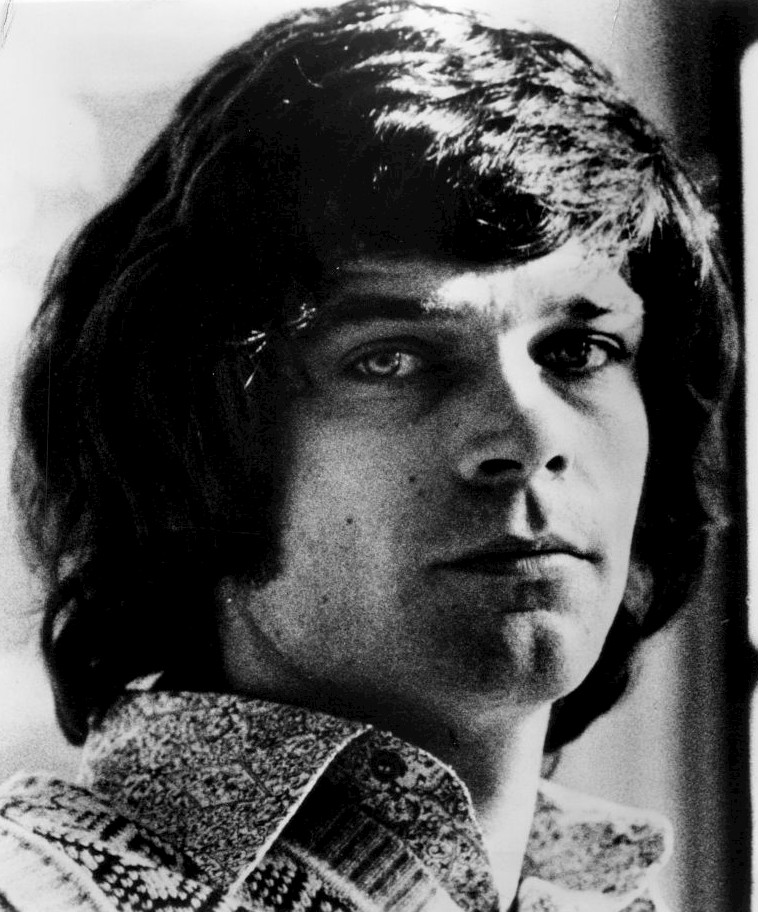
B.J. Thomas,
overleden in 2021

- 1500 - Bartolomeu Dias (50), Portugees zeevaarder en ontdekkingsreiziger
- 1555 - Hendrik II van Navarra (52), Koning van Navarra, Graaf van Armagnac en Périgord
- 1814 - Joséphine de Beauharnais (50), echtgenote van Napoleon Bonaparte
- 1829 - Humphry Davy (50), Brits scheikundige
- 1847 - Emmanuel de Grouchy (80), Frans maarschalk onder Napoleon Bonaparte
- 1883 - Marianne van Oranje-Nassau (73), prinses van Oranje-Nassau
- 1892 - Mírzá Husayn-'Alí (74), als Bahá'u'lláh stichter van het Bahai-geloof
- 1910 - Mili Balakirev (73), Russisch componist
- 1946 - Friedrich Wilhelm Ruppert (41), Duits SS'er
- 1947 - Manna de Wijs-Mouton (74), Nederlands beeldend kunstenares en componiste
- 1955 - Daniël George van Beuningen (78), Nederlands ondernemer en kunstverzamelaar
- 1959 - Boris Kowadlo (47), Nederlands verzetsstrijder
- 1974 - Jean Konings (88), Belgisch atleet
- 1976 - John Badcock (73), Brits roeier
- 1976 - Maurits van Vollenhoven (93), Nederlands diplomaat
- 1979 - Mary Pickford (87), Amerikaans actrice
- 1982 - Romy Schneider (43), Oostenrijks actrice
- 1987 - Jozef Langenus (88), Belgisch atleet
- 1988 - Henry Johansen (83), Noors voetballer
- 1990 - Hussein Onn (68), Maleisisch politicus
- 1992 - Lorenzo Tañada (93), Filipijns senator
- 1994 - Erich Honecker (81), Staatsraadvoorzitter van Oost-Duitsland
- 1997 - Jeff Buckley (30), Amerikaans zanger en gitarist
- 1998 - Barry Goldwater (89), Amerikaans politicus
- 2000 - Felix Fuentebella (84), Filipijns politicus
- 2003 - Trevor Ford (79), Welsh voetballer
- 2004 - Archibald Cox (92), Amerikaans advocaat, hoogleraar en openbaar aanklager
- 2004 - Ramona Trinidad Iglesias-Jordan (114), op het moment van overlijden oudste mens ter wereld
- 2005 - Gé van Dijk (81), Nederlands voetballer
- 2006 - Frits Müller (73), Nederlands cartoonist
- 2006 - Johnny Servoz-Gavin (64), Frans autocoureur
- 2008 - Harvey Korman (81), Amerikaans (stem)acteur en komiek
- 2009 - Patrick Newley (54), Iers schrijver, journalist en theateragent
- 2009 - Karine Ruby (31), Frans meervoudig wereldkampioene snowboarden
- 2010 - Dennis Hopper (74), Amerikaans acteur
- 2011 - Sergej Bagapsj (62), president van Abchazië
- 2011 - Ferenc Mádl (80), president van Hongarije
- 2013 - Franz Bernhard (79), Duits beeldhouwer
- 2013 - Mulgrew Miller (57), Amerikaans jazzpianist
- 2013 - Henry Morgentaler (90), Canadees dokter en abortusactivist
- 2013 - Franca Rame (84), Italiaans actrice
- 2014 - Karlheinz Böhm (86), Oostenrijks acteur
- 2015 - Doris Hart (89), Amerikaans tennisspeelster
- 2015 - Tom Jones (72), Amerikaans autocoureur
- 2015 - Wim van Norden (97), Nederlands journalist, redacteur
- 2015 - Marco Tamburini (55), Italiaans jazztrompettist
- 2017 - Konstantinos Mitsotakis (98), Grieks premier
- 2017 - Manuel Noriega (83), Panamees militair en politicus
- 2017 - Willem Scholten (73), Nederlands ondernemer
- 2019 - Peggy Stewart (95), Amerikaans actrice
- 2020 - Eric Schreurs (61), Nederlands striptekenaar
- 2020 - Célio Taveira Filho (79), Braziliaans voetballer
- 2021 - Bé Holst (89), Nederlands atleet
- 2021 - Dani Karavan (90), Israëlische beeldhouwer
- 2021 - Floyd McClung (75), Amerikaans schrijver en zendeling
- 2021 - Gavin MacLeod (90), Amerikaans acteur
- 2021 - Lucien Olieslagers (84), Belgisch voetballer
- 2021 - Cornelius Sim (69), Bruneis kardinaal
- 2021 - B.J. Thomas (78), Amerikaans zanger
- 2022 - Antônio Cançado (74), Braziliaans hoogleraar en rechter
- 2022 - Ronnie Hawkins (87), Amerikaans muzikant
- 2022 - Lester Piggott (86), Brits jockey
- 2023 - Thomas Buergenthal (89), Tsjechoslowaaks-Amerikaans jurist
- 2023 - Grietje Post (85), Nederlands televisiepersoonlijkheid
- 2024 - Mansour Seck (69), Senegalees zanger en gitarist
- 2024 - Arjen Teeuwissen (53), Nederlands dressuurruiter
- 2025 - Ludo Dierckxsens (60), Belgisch wielrenner

## Viering/herdenking
- Internationale dag van de VN-blauwhelmen
- Rooms-katholieke kalender:
  - Heilige Maximinus van Trier († c. 346)
  - Heilige Theodosia van Constantinopel († c. 730)
  - Heilige Bona van Pisa († c. 1207)
  - Heilige Paus Paulus VI († 1978)
  - Heilige Ursula Ledóchowska († 1939)
  - Zalige Geraldina van Pisa († c. 1260)
  - Onze-Lieve-Vrouwe ter Nood (Heiloo) - Gedachtenis in Bisdom Haarlem-Amsterdam
- Oosters-orthodoxe kalender:
  - Heilige Alexander I van Alexandrië († 326)

## Weerextremen

### Nederland
| | Officiële records | Officiële records | Officiële records |      | Landelijke records | Landelijke records | Landelijke records           |
| Gebeurtenis | Jaar              | Extreem           | Locatie           | Jaar | Extreem            | Locatie            |                              |
| --- | ----------------- | ----------------- | ----------------- | ---- | ------------------ | ------------------ | ---------------------------- |
| Laagste etmaalgemiddelde temperatuur (°C) | 1961              | 8,2               | De Bilt           |      | 1907               | 7,3                | Eelde                        |
| Hoogste etmaalgemiddelde temperatuur (°C) | 1944              | 23,0              | De Bilt           |      | 2017               | 25,2               | Maastricht                   |
| Laagste minimumtemperatuur (°C) | 1961              | 1,5               | De Bilt           |      | 1990               | −0,5               | Nieuw Beerta                 |
| Hoogste minimumtemperatuur (°C) | 2018              | 18,0              | De Bilt           |      | 2017               | 18,8               | Maastricht                   |
| Laagste maximumtemperatuur (°C) | 2014              | 11,8              | De Bilt           |      | 1984               | 10,0               | Vlissingen                   |
| Hoogste maximumtemperatuur (°C) | 2018              | 30,7              | De Bilt           |      | 2017               | 33,5               | Volkel                       |
| Hoogste uurgemiddelde windsnelheid (m/s) | 1950              | 9,8               | De Bilt           |      | 2000 2015          | 18,0               | Huibertgat Vlieland          |
| Hoogste windstoot (m/s) | 2018              | 17,0              | De Bilt           |      | 2017               | 26,0               | Hoek van Holland             |
| Langste zonneschijnduur (uur) | 2020              | 15,2              | De Bilt           |      | 1955               | 15,6               | De Kooy                      |
| Langste neerslagduur (uur) | 1941              | 7,6               | De Bilt           |      | 2013               | 15,8               | Maastricht                   |
| Hoogste etmaalsom van de neerslag (mm) | 1945              | 16,0              | De Bilt           |      | 2018               | 30,1               | Deelen                       |
| Laagste etmaalgemiddelde relatieve vochtigheid (%) | 1905              | 44                | De Bilt           |      | 1944               | 39                 | Maastricht                   |
| Laagste uurwaarde luchtdruk op zeeniveau (hPa) | 1941              | 999,2             | De Bilt           |      | 1941               | 997,8              | Eelde                        |
| Hoogste uurwaarde luchtdruk op zeeniveau (hPa) | 2009              | 1034,1            | De Bilt           |      | 2009               | 1035,0             | Hoorn Terschelling, Vlieland |
| Officiële records worden altijd gemeten op het KNMI-weerstation in De Bilt. Landelijke records kunnen worden gemeten op elk officieel KNMI-weerstation in Nederland. |                   |                   |                   |      |                    |                    |                              |

Uitzonderlijke gebeurtenissen
- 1905 - Eerste officiële zomerse dag van het jaar (maximumtemperatuur ≥ 25 °C in De Bilt)
- 1911 - Eerste officiële zomerse dag van het jaar (maximumtemperatuur ≥ 25 °C in De Bilt)
- 1920 - Eerste officiële zomerse dag van het jaar (maximumtemperatuur ≥ 25 °C in De Bilt)
- 1944 - Eerste officiële tropische dag van het jaar (maximumtemperatuur ≥ 30 °C in De Bilt)
- 1946 - Eerste officiële zomerse dag van het jaar (maximumtemperatuur ≥ 25 °C in De Bilt)
- 2003 - Eerste officiële zomerse dag van het jaar (maximumtemperatuur ≥ 25 °C in De Bilt)
- 2018 - Officieel maandrecord hoogste minimumtemperatuur in °C van mei gemeten in De Bilt: 18,0
- 2018 - Eerste officiële tropische dag van het jaar (maximumtemperatuur ≥ 30 °C in De Bilt)
- 2024 - Landelijk hoogste uurgemiddelde windsnelheid in m/s van mei dit jaar gemeten in Schaar en Vlakte van De Raan: 14,0 (voorlopig). Samen met 2, 3 en 28 mei

### België
Dagrecords
- 1961 - Laagste etmaalgemiddelde temperatuur 8,3 °C
- 1944 - Hoogste etmaalgemiddelde temperatuur 24,9 °C
- 1961 - Laagste minimumtemperatuur 1,5 °C
- 1944 - Hoogste maximumtemperatuur 32,1 °C
- 1945 - Hoogste etmaalsom van de neerslag 13,9 mm

Uitzonderlijke gebeurtenissen
- 1956 - Ernstige overstromingen met enkele doden en belangrijke schade in Dison.
- 1961 - Sneeuw op de Baraque Michel (Jalhay).
- 2008 - Een onweerszone veroorzaakt een tornado die Peer en Hoelbeek (Bilzen) treft en laat veel neerslag achter. In Sart-Tilman (Luik) valt 91,4 mm (waarvan 55,6 mm op één uur tijd) en op sommige plaatsen zijn er zware hagelbuien.

<< · 1 · 2 · 3 · 4 · 5 · 6 · 7 · 8 · 9 · 10 · 11 · 12 · 13 · 14 · 15 · 16 · 17 · 18 · 19 · 20 · 21 · 22 · 23 · 24 · 25 · 26 · 27 · 28 · 29 · 30 · 31 · >>